# Vestamerikansk balsampoppel
Vestamerikansk Balsampoppel eller Vestamerikansk Poppel (Populus trichocarpa) er et op til 30 meter højt træ, der i Danmark er almindeligt plantet langs veje og som læhegn. Knopperne dufter af balsam hen på foråret. Træet bliver højst 100-150 år gammelt.

## Beskrivelse
Vestamerikansk Balsampoppel er et stort, løvfældende træ med en kegleformet, senere kostagtig vækstform. Stammen er først lige og gennemgående, men bliver på gamle træer opløst i et stort antal topskud. Barken er først gulgrøn og snart efter blank og rødbrun, tydeligt kantet. På gamle grene og stammer er barken olivengrå og opsprækkende i smalle furer. Knopperne er spredte, spidse, brune og tiltrykte. De bliver meget klæbrige og dufter af balsam hen på foråret.
Bladene er store, bredt ægformede eller nærmest sparformede med rundtakket rand og lang spids. Oversiden er blank og mørkegrøn, nærmest lidt læderagtig, mens undersiden er gullig eller hvidlig. Høstfarven er gul. Træet blomstrer i april-maj kort før løvspring. Huntræerne bærer grønne, åbne rakler (hantræernes er røde), som bliver til lange, uldne frugtstande – deraf navnet "cotton-wood" på amerikansk. Frøene mister spireevnen efter få dage.
Rodnettet består af højtliggende, kraftige hovedrødder med fint forgrenede siderødder, som danner rodfilt til langt uden for kronens radius. Rodskud ses hyppigt, mest dog på hårdt nedskårne træer.
Højde x bredde og årlig tilvækst: 30 x 10 m (80 x 30 cm/år), topskuddet dog ofte 200 x 80 cm/år.

## Voksested
Denne Poppel findes som pionertræ overalt i sit hjemsted, det vestlige USA og Canada, hvor skovbrand, stenskred, laviner eller anden ødelæggelse har fjernet skoven. Desuden optræder træet som skovdannende langs floder, søer og sumpe på lavtliggende, forårsoversvømmet bund med højt næringsindhold.

## Anvendelse
Den er velegnet til læplantninger og kan på vindudsatte steder bruges som ammetræ. Den er almindeligt plantet i hele Danmark.
Denne balsam-poppel tåler vind og er stærkt lyskrævende. Den tåler desuden stærk beskæring og kan vokse på næsten al slags jord, undtagen meget våd jord.